# Liste der Monuments historiques in Paley
Die Liste der Monuments historiques in Paley führt die Monuments historiques in der französischen Gemeinde Paley auf.

## Liste der Bauwerke
| Bezeichnung                     | Beschreibung                  | Standort | Kennzeichnung | Schutzstatus | Datum | Bild           |
| ------------------------------- | ----------------------------- | -------- | ------------- | ------------ | ----- | -------------- |
| Schloss                         | Erbaut ab dem 14. Jahrhundert | (Lage)   | PA00087187    | Inscrit      | 1987  |                |
| Kirche St-Georges               |                               | (Lage)   | PA00087188    | Inscrit      | 1949  | weitere Bilder |
| Polissoir de la Forêt-Noire     |                               | (Lage)   | PA00087189    | Classé       | 1923  |                |
| Polissoir de la Roche au Diable |                               | (Lage)   | PA00087190    | Classé       | 1923  |                |

## Liste der Objekte
Zum Verständnis siehe: Kirchenausstattung
- Monuments historiques (Objekte) in Paley in der Base Palissy des französischen Kultusministeriums